# Loretta Müller (Schauspielerin)
Loretta Müller (* 8. Juli 1987 in Gießen) ist eine deutsche Schauspielerin und Autorin.

## Leben und Karriere
Loretta Müller wuchs in Gießen auf und studierte Schauspiel an der Hochschule für Musik und Darstellende Kunst Frankfurt am Main. Seit 2022 ist sie gemeinsam mit ihrem Ehemann Benjamin Stoll in leitender Funktion am Altstadttheater Köpenick tätig. Neben ihrer Theaterarbeit ist Müller auch als Autorin aktiv, unter anderem mit der Kinderreihe Hexe Rosanna.

## Theaterarbeiten
Loretta Müller ist sowohl als Schauspielerin als auch als Autorin auf der Bühne aktiv. Gemeinsam mit Benjamin Stoll entwickelte sie die Komödie Alle Frauen lieben KAI, in der sie die Hauptrolle der Juliette spielt. Im Stück Einfach Audrey – der große Audrey Hepburn Abend ist Müller nicht nur als Schauspielerin in der Rolle der Audrey Hepburn zu sehen, sondern zeichnet erstmals auch als Autorin für das Bühnenwerk verantwortlich. Damit markiert Einfach Audrey ihr Debüt als Theaterautorin.
Zu ihren weiteren Stücken zählen die Produktionen der Hexe Rosanna-Reihe, in denen sie die Titelrolle spielt und die unter der Regie von Benjamin Stoll am Altstadttheater Köpenick aufgeführt werden. Auch Eisern verschossen – verliebt in einen Unioner gehört zu ihren bekannten Theaterarbeiten.

## Theater (Auswahl)
- 2010: Verliebte und Verrückte (Viola), Regie: Gabriel von Zadow, Schlossfestspiele Theater Heidelberg
- 2010–2013: Buddenbrooks (Antonie), Regie: Harald Demmer, Pfalztheater Kaiserslautern
- 2010–2013: Der nackte Wahnsinn (Brooke Ashton), Regie: Marcelo Diaz, Pfalztheater Kaiserslautern
- 2011: DNA (Cathy), Regie: Robert Schuster, Schauspiel Frankfurt
- 2012: Hexenjagd (Mercy Lewis), Regie: Patrick Schlösser, Staatstheater Kassel
- 2012–2014: Die Orestie von Aischylos (Elektra), Regie: Johannes Zametzer, Pfalztheater Kaiserslautern
- 2013: Schafinsel (Nori), Regie: Philipp Preuss, Deutsches Theater Berlin/Theater Trier u. a.
- 2015: Die Planeten nach der Musik von Gustav Holst (Luna), Regie: Annechien Koerselman, Philharmonie Luxembourg
- 2015: Ja!Futur!Non – deutsch-französische Performance (Performerin), Regie: Jürgen Geniut/Ferenc Kréti, Jugend-Kultur-Kirche St. Peter Frankfurt/Main
- 2016–heute: Hexe Hillary geht in die Oper (Hexe Hillary), Regie: Arnold Schrem, Brandenburger Tourneebetrieb
- 2017–2019: Wir sind die Neuen (Barbara), Regie: Martin Wölffer, Komödie am Kurfürstendamm Berlin/Tournee/Komödie Winterhuder Fährhaus Hamburg
- 2018: Titanic – Schöne Menschen spielen große Gefühle (Alberta), Regie: Roberto Widmer, piccolo teatro – Haventheater Bremerhaven
- 2020: Bildung für Rita (Rita), Regie: Daniel Meyer-Dinkgräfe, piccolo teatro – Haventheater Bremerhaven
- 2021–2025: Mona Lisa ohne Rahmen (Mona Lisa), Regie: Daniel Meyer-Dinkgräfe, Produktion: piccolo teatro Haventheater Bremerhaven, auch Altstadttheater Köpenick
- 2022–2025: Hexe Rosanna und der geheime Ort (Hexe Rosanna), Regie: Benjamin Stoll, Altstadttheater Köpenick
- 2022–2025: Hexe Rosanna und der verflixte Schlafzauber (Hexe Rosanna), Regie: Benjamin Stoll, Altstadttheater Köpenick
- 2023–2025: Alle Frauen lieben KAI – eine Liebeskomödie (Juliette), Regie: Benjamin Stoll, Altstadttheater Köpenick
- 2023–2025: Einfach Audrey – der große Audrey Hepburn Abend (Audrey Hepburn, auch Autorin), Regie: Benjamin Stoll, Altstadttheater Köpenick
- 2023–2025: Eisern verschossen – verliebt in einen Unioner (Lucie), Regie: Benjamin Stoll, Altstadttheater Köpenick
- 2023–2025: Hexe Rosanna und das Herbstlicht (Hexe Rosanna), Regie: Benjamin Stoll, Altstadttheater Köpenick
- 2024: #Himmelreich – das Pop-Oratorium (Chloé / Carla), Regie: Benjamin Stoll, Barclays Arena Hamburg und Messe Erfurt

## Filmografie
| Jahr      | Titel                                               | Rolle        | Typ                   | Regie/Produktion              |
| --------- | --------------------------------------------------- | ------------ | --------------------- | ----------------------------- |
| 2025      | Schön, dass du da bist                              | Alicia       | Kurzfilm              | Jonas Schmidt & Kris Kurku    |
| 2024–2025 | Astenz – Pilot / Patienten App                      | Frau Kramer  | Film/Serie            | Laura Hohmann                 |
| 2023      | Brief vom Großvater                                 | Marie        | Kurzfilm              | Benjamin Stoll                |
| 2013–2022 | Flussabwärts                                        | Amanda       | Kurzfilm              | Matthias Noe                  |
| 2021      | Hydrangea – Ein Abend zu Zweit                      | Janina       | Kurzfilm              | Jonas Schmidt & Kris Kurku    |
| 2020      | Nur ein Sandkorn                                    | Mona Schwelm | Kurzfilm              | Meike Schalk/Sandra Cavallaro |
| 2020      | Nord Nord Mord – Sievers und die schlaflosen Nächte | Mette        | Fernsehserie (ZDF)    | Anno Saul                     |
| 2019      | Familie Bundschuh – Wir machen Abitur               | Beate        | Fernsehfilm (ZDF)     | Thomas Nennstiel              |
| 2019      | Abyss                                               | Lilly        | Ausbildungsproduktion | Fabio Lopez                   |
| 2019      | Zuba                                                | Frau Lente   | Kurzfilm              | Björn Kohler                  |
| 2017      | Eine Nacht mit Berlin                               | Berlin       | Kurzfilm              | Sergio Falconi-Parker         |
| 2014      | Entscheidungen                                      | Lisa         | Kurzspielfilm         | Oliver Riedmann               |
| 2013      | Tridentität                                         | Susan        | Kurzfilm              | Nicolas Rolke                 |
| 2012      | Trugschluss                                         | Julia        | Spielfilm             | Martin Jablonski              |

## Audio-Produktionen (Auswahl)
- 2017: Wer war Hitler (Vicki Baum, Lee Miller), Regie: Hermann Pölking-Eiken, TV&Synchron Berlin GmbH/Epoche Media
- 2020: Mohrenstraße (Kommentar), Regie: Loraine Blumenthal, Deutschlandfunk Kultur/Mitte Museum Berlin
- 2021: Bundeskanzlerin aus Leidenschaft (Katja Tessler), Regie: Markus Riexinger, Festival, Radio
- 2022: 5 Geschwister – Rückkehr zur Abenteuerburg (Angelika), Regie: Tobias Schuffenhauer, TOS-hörfabrik/SCM
- 2022: Batwheels (Polizistin), Regie: Andi Krösing, Warner Brothers/SDI Media Synchron

Quelle

## Auszeichnungen
- 2014: Bundesfilmfestival Bayern, Silbermedaille bester Film für Entscheidungen
- 2011: Günther-Rühle-Preis in Bensheim für herausragende Einzel- und Ensembleleistung in DNA – Schauspiel Frankfurt[1]